# RHB FZeh 2/4
FZeh 2/4 ist die Bezeichnung für die Triebwagen der Rorschach-Heiden-Bergbahn (RHB), mit Gepäck- und Postabteil. Sie gehört heute zu den Appenzeller Bahnen. Die Fahrzeuge sind für den gemischten Einsatz auf Adhäsions- und Zahnradstrecken ausgerüstet. Die Wagen mit den Betriebsnummern 21 und 22 wurden anlässlich der Elektrifizierung 1930 angeschafft.
Die FZeh 2/4 bewältigten den gesamten Bahnverkehr bis zur Inbetriebnahme der BCFeh 2/4. Um 1956 änderte man die Bezeichnung infolge der Umstellung auf das Zweiklassensystem in DZeh 2/4 um. Heute ist der Triebwagen 22 als historisches Fahrzeug betriebsfähig erhalten, während der Triebwagen 21 als Ersatzteillager dient.

## Technisches
Die Fahrzeuge wurden von der Schweizerischen Lokomotiv- und Maschinenfabrik (SLM) in Winterthur bezogen. Die elektrische Ausrüstung stammt von der Maschinenfabrik Oerlikon (MFO) in Zürich. Die Triebwagen verfügen nur auf der Talseite über einen Führerstand. Auf der Bergseite gibt es nur eine Übergangstüre zum üblicherweise mitgeführten Vorstellwagen. Der Gepäckraum ist zweigeteilt und hat eine nutzbare Fläche von insgesamt 7,7 Quadratmetern. Das Fahrzeug ist mit beiden Antriebsarten 25 Kilometer pro Stunde schnell und kann auf dem Zahnstangenabschnitt eine Vorstelllast von maximal 70 Tonnen mitführen. Die beiden Treibzahnräder befinden sich auf den Adhäsionstriebachsen. Die Achsfolge lautet 1'Bozz1', Zahnrad- und Adhäsionsantrieb sind starr miteinander verbunden. Dies ist zwar technisch die einfachste Ausführung, hat aber im Zahnradbetrieb Nachteile, weshalb eine Radscheibe auf der Antriebsachse drehbar ausgeführt ist. Die Kraftübertragung im Adhäsionsbetrieb erfolgt bei jeder Achse jeweils über ein Rad, womit nur zwei der acht Räder angetrieben sind.
Die Fahrzeuge dürfen infolge des tiefliegenden Zahnradantriebes ausschliesslich die Strecke Rorschach Hafen–Rorschach-Heiden befahren, da nur dort die Zugsicherungsmagnete genügend tief abgesenkt sind.